# Marteleira
Marteleira est une paroisse (freguesia) portugaise de la commune de Lourinhã.
Avec une superficie de 6,97 km2 et une population de 1 538 habitants (2001), la densité de la paroisse est de 220,7 hab/km2.

## Économie
L'agriculture, l'industrie et les petits commerces.

## Fêtes
Tous les 10 août

## Gastronomie
- Papas de milho
- Matança do porco
- Enchidos